# 東八ツ山公園

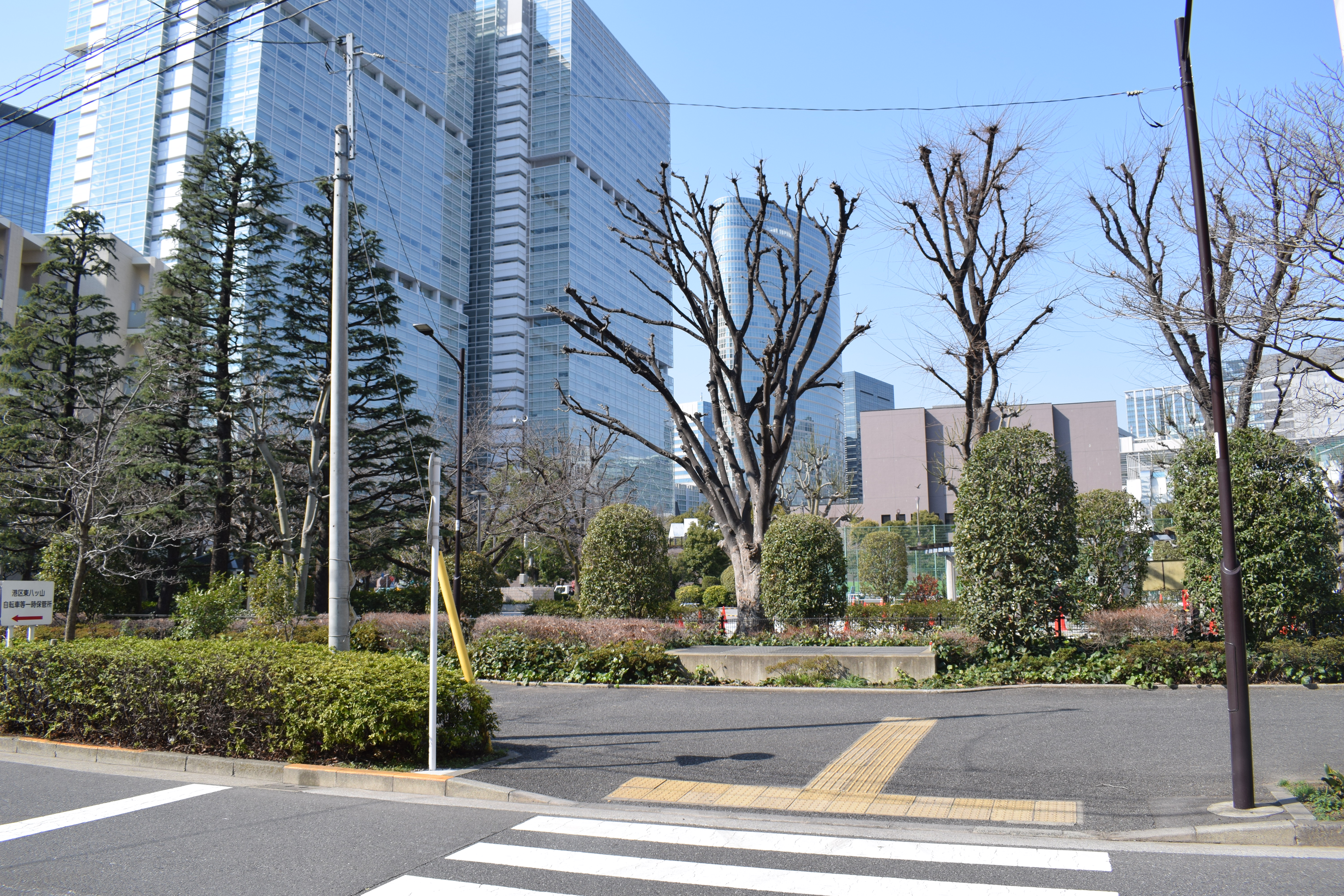
桜が咲く時期より少し手前の東八ツ山公園（2019年）

東八ツ山公園（ひがしやつやまこうえん）とは、八ツ山通り沿いに広がる細長い公園。東京都の品川区と港区にまたがっている。所在地は東京都品川区北品川1-15-11、港区港南2-8-8。桜見の名所であるほか、テレビドラマのロケ地としての知名度が高く、数々のドラマの撮影として使われている。

## 主な撮影ドラマ
- 14才の母
- 僕の歩く道
- 結婚できない男
- おいしいプロポーズ
- ブスの瞳に恋してる
- アテンションプリーズ
- 南くんの恋人
- 末っ子長男姉三人
- 白い巨塔

他

## アクセス
- JR・京急品川駅から徒歩6~10分